# MG A
El MG A es un automóvil deportivo producido por la división de MG de la British Motor Corporation entre 1955-1962. El MGA reemplazó al MG T-type y representó una completa ruptura de estilo con los automóviles deportivos anteriores de MG. Anunciado el 26 de septiembre de 1955, el coche fue presentado oficialmente en el Salón del Automóvil de Fráncfort. Un total de 101.081 unidades fueron vendidas antes de la finalización de la producción en julio de 1962, la gran mayoría de las cuales se exportaron. Solo 5869 coches fueron vendidos en el mercado nacional, lo que supuso el porcentaje de exportación más alto de cualquier coche británico. Fue sustituido por el MG B.

## Historia
El diseño del MG A se remonta a 1951, cuando el diseñador Syd Enever de MG creó una carrocería aerodinámica para el coche de competición MG TD de George Philips para las 24 Horas de Le Mans. El problema con este coche era la alta posición del asiento del conductor, debido a las limitaciones de utilizar el chasis TD. Un nuevo chasis fue diseñado con los largueros del bastidor más separados y el piso unido a la parte inferior en lugar de la parte superior de los largueros del bastidor.
Se construyó un prototipo, pero el presidente de BMC, Leonard Lord, rechazó la idea de producir el nuevo coche, ya que acababa de firmar un acuerdo con Donald Healey para producir los Austin-Healey dos semanas antes.
La caída de las ventas de los modelos MG tradicionales causaron un cambio de actitud, y se recuperó el diseño del coche, que en un principio iba a ser llamado la serie UA. Como era tan diferente de los modelos más antiguos de MG, recibió la denominación de MG A, el «primero de una nueva línea» como afirmaba la publicidad contemporánea. También había un nuevo motor disponible; por lo tanto, el coche no tenía la unidad XPAG que le había sido destinada originalmente, pero se equipó con el motor tipo B-Series de la corporación BMC, lo que le permitió adoptar una línea de capó más baja. En un principio, su potencia era de 68 CV a 5500 rpm, y posteriormente se elevó hasta 86 CV y 108 CV en el modelo Twin Cam.  El MGA descapotable no tenía manijas exteriores; sin embargo, el cupé si contó con manijas en las puertas.

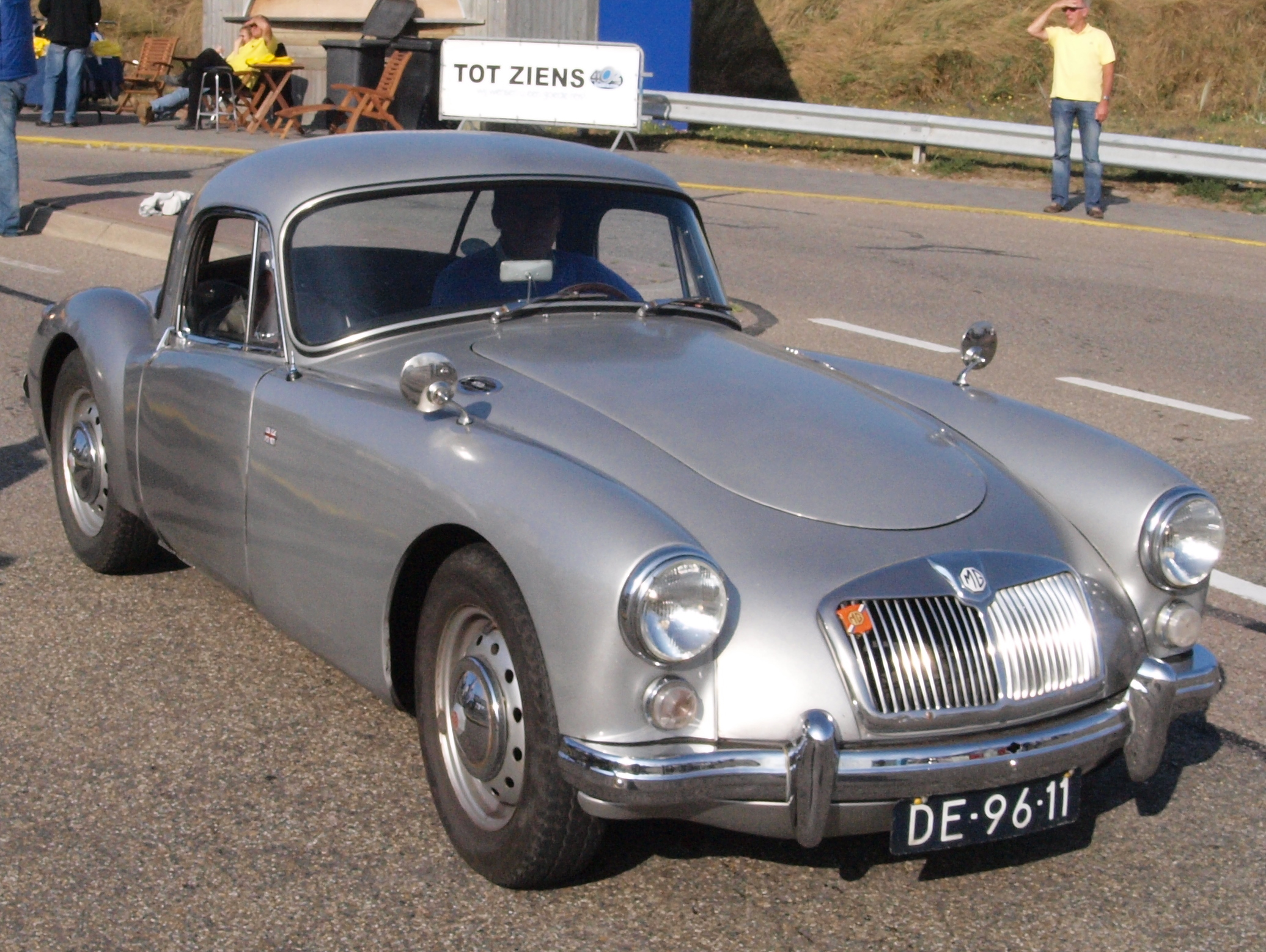
MG A Coupé
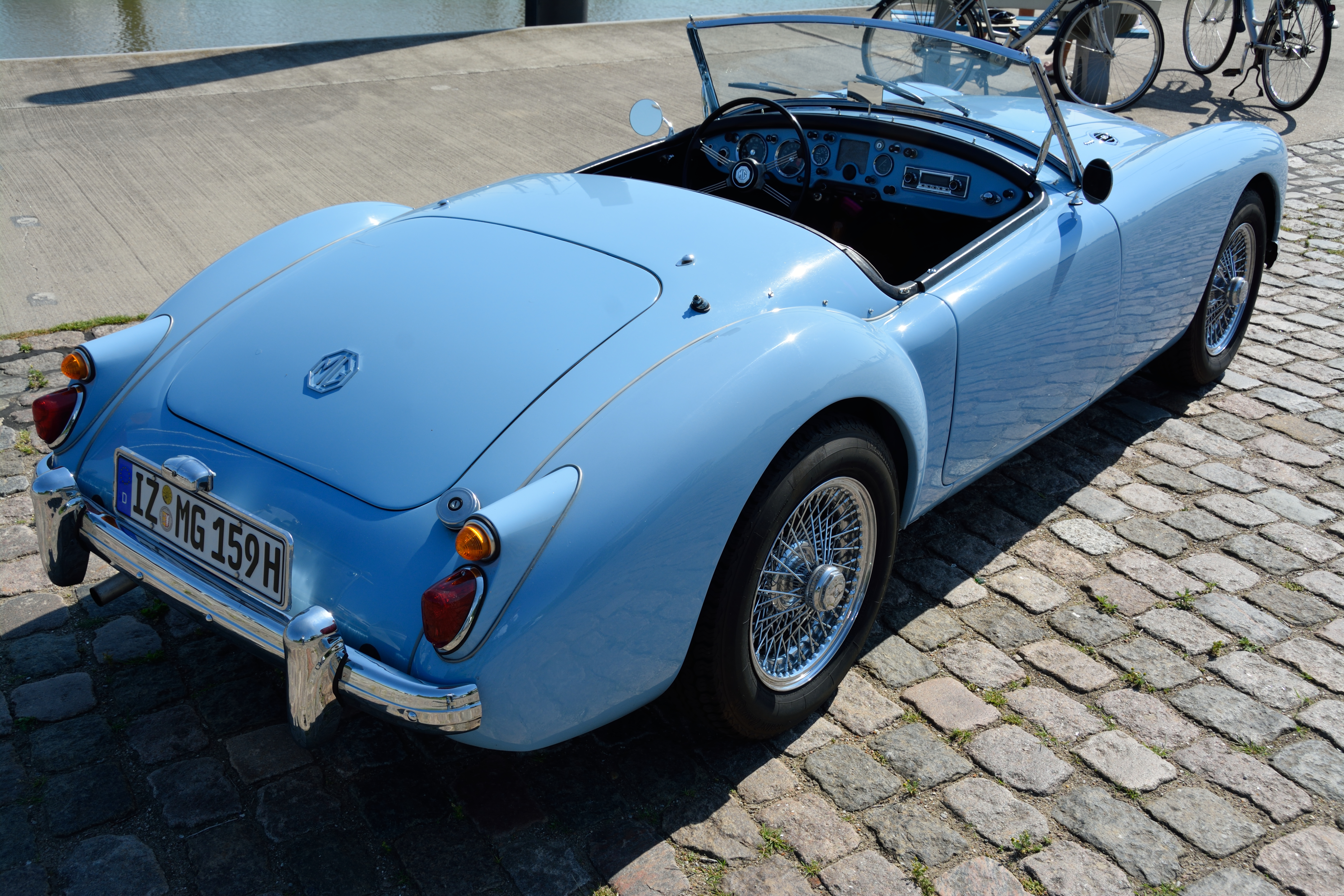
MG A Roadster
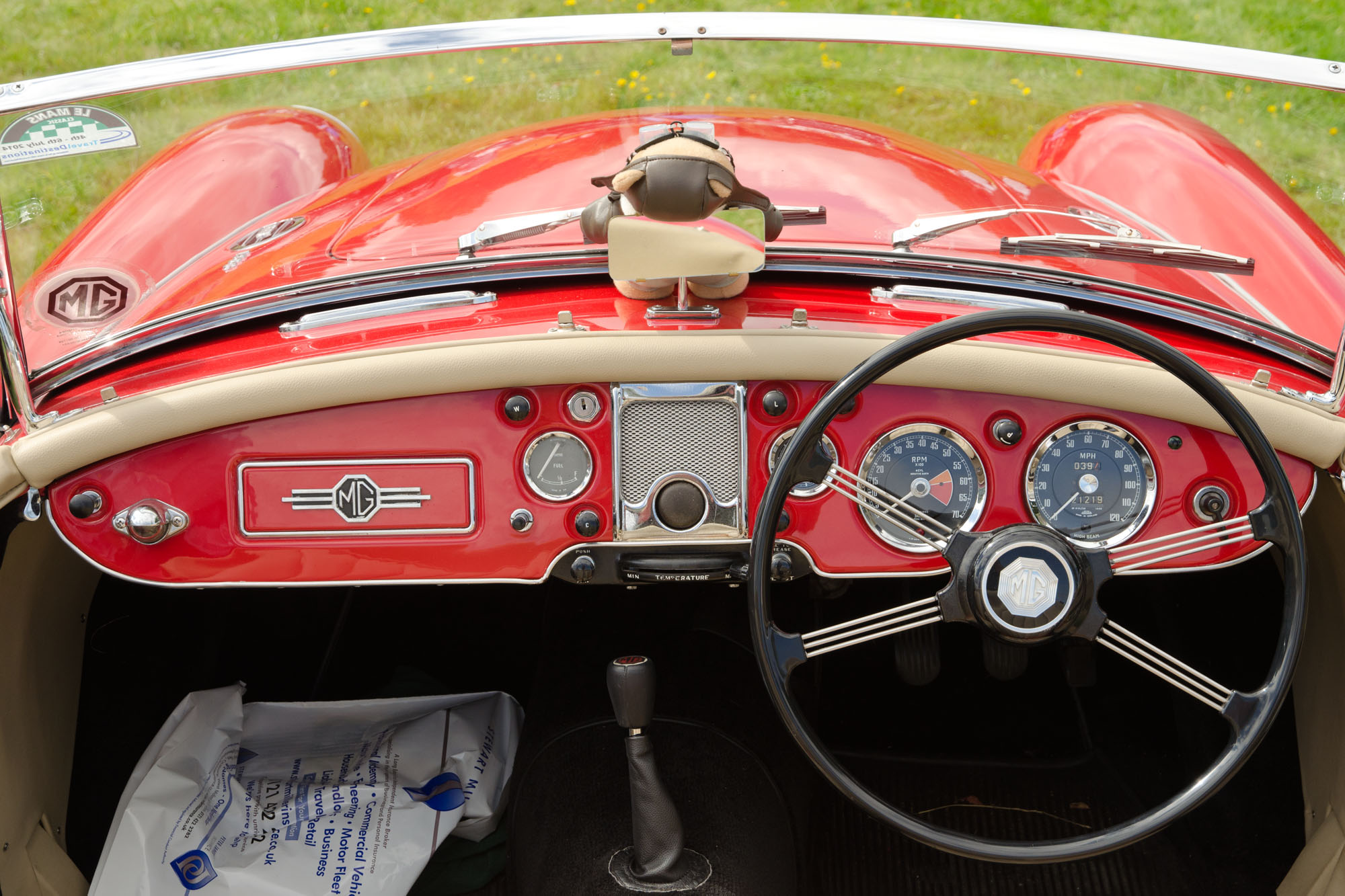
Panel de instrumentos

### Motorizaciones
El MG A, así como sus predecesores, tiene una configuración de motor central delantero, o sea, el motor se encuentra detrás del eje delantero, lo cual le confiere una distribución de peso óptima de casi 50/50.
El MG A estaba equipado con un motor BMC Serie B afinado, incluyendo carburadores dobles. El motor con doble árbol de levas en cabeza (DOHC) era exclusivo para el MG A, aunque con la misma cilindrada del motor de 1600.
| Modelo     | Motor                     | Cilindrada | Potencia            | Sistema de alimentación |
| ---------- | ------------------------- | ---------- | ------------------- | ----------------------- |
| 1500       | 4 cilindros en línea OHV  | 1489 cm³   | 68-72 CV (68-53 kW) | Carburador gemelo SU    |
| Twin Cam   | 4 cilindros en línea DOHC | 1588 cm³   | 108 CV (79 kW)      | Carburador gemelo SU    |
| 1600       | 4 cilindros en línea OHV  | 1588 cm³   | 80 CV (59 kW)       | Carburador gemelo SU    |
| 1600 Mk II | 4 cilindros en línea OHV  | 1622 cm³   | 86 CV (62 kW)       | Carburador gemelo SU    |